# Robin Thede
Robin Thede es una comediante, actriz y escritora estadounidense. Criada en Iowa, también trabajó como corresponsal de entretenimiento, presentadora y personalidad de radio. En 2015, se convirtió en la primera mujer afroamericana en ser escritora principal de un programa de medianoche (The Nightly Show with Larry Wilmore). De 2017 a 2018, Thede presentó The Rundown con Robin Thede en BET. Creó y coprotagonizó la serie de HBO nominada al Emmy A Black Lady Sketch Show.

## Primeros años y educación
Robin Thede nació en Spencer, Iowa. Sus padres son Phyllis Thede, que es afroamericana, y Dave Thede, que es alemán americano. Robin Thede lleva el nombre del comediante y actor Robin Williams. Ella dijo en Late Night with Seth Meyers que esto probablemente se debía al amor de su padre por el trabajo de Williams. Creció en Davenport, Iowa, donde su padre era educador y su madre también trabajaba en escuelas comunitarias y servía en el sindicato del personal escolar. Allí nacieron las dos hermanas de Thede. Thede y sus hermanas asistieron a escuelas locales en Davenport. Posteriormente sus padres se mudaron a Bettendorf, Iowa.
Su madre fue elegida en 2009 como Representante del Estado de Iowa para el Distrito 93 de la Cámara y sirvió hasta 2021
Thede se graduó de laUniversidad del Noroeste en Evanston, Illinois, donde obtuvo una licenciatura en Periodismo Televisivo y Estudios Afroamericanos. Después de la universidad, Thede estudió en el grupo de teatro The Second City en Chicago.

## Carrera
Robin comenzó con un grupo de comedia llamado Cleos Apartment con los escritores Diallo Riddle y Bashir Salahuddin. Los miembros incluyeron a Thomas Fraser, Wyatt Cenac, Nika Williams y Nefetari Spencer. El show fue adquirido en línea por AOL y HBO para un nuevo show llamado The Message que estuvo en cartelera durante todo un año, 2007.
Thede también fue escritor principal e intérprete en The Nightly Show con Larry Wilmore. De 2015 a 2016, fue la escritora principal de la primera temporada y media de The Nightly Show, la primera mujer afroamericana en ocupar ese puesto en cualquier programa de medianoche. Thede es también la segunda mujer afroamericana en escribir para un programa de medianoche, ya que Amber Ruffin fue la primera en unirse al equipo de redacción de Late Night with Seth Meyers.
Antes de eso, fue escritora principal de The Queen Latifah Show y redactora de las dos primeras temporadas de Real Husbands of Hollywood en BET. En enero de 2013, apareció en la comedia de Marlon Wayans A Haunted House junto al comediante J. B. Smoove. También tuvo apariciones recurrentes como "Gail" en Second Generation Wayans en BET en marzo de 2013.
Thede ha trabajado a menudo en programas de televisión como escritora y actriz, incluida la breve serie de Fox In the Flow with Affion Crockett, la serie de comedia de Mike Epps Funny Bidness y la serie de comedia Clunkers (protagonizada por Carl Payne, David Faustino y Sherman Hemsley).
Las recientes apariciones televisivas de Thede incluyen papeles en Key & Peele (Comedy Central), Hot In Cleveland (TV Land), Chocolate News (Comedy Central), Kath & Kim (NBC), Worst Week (CBS) y All of Us (UPN). Ella era un personaje regular en la serie web original de BET Buppies con Tatyana Ali.
Otros de sus créditos de escritura de Thede incluyen BET Awards (2014), BET Honors (2013), UNCF: An Evening of Stars (2013), BET Awards (2007, 2008, 2009, 2010, 2011, 2012), NAACP Image Awards (2011), los premios BET Hip Hop (2010, 2011, 2012) y más.
Además, Thede ha creado varios vídeos de éxito, entre ellos "Shit Black Guys Say" (que se volvió viral con 2.5 millones de visitas en YouTube), "Every Little Step" con Wayne Brady, Bobby Brown y Mike Tyson (Funny or Die.com), y "For Stuffed Colored Girls" (Funny or Die.com). También se la puede ver con Elite Delta Force 3 en "The Real Housewives of Civil Rights" (canal de YouTube Funny or Die.com/EDF3).
El trabajo de comedia de Thede se extiende desde años de comedia profesional en vivo (Second City Chicago y Los Ángeles, Improv Olympic, Acme) hasta comentarios cómicos en programas como 10 Things I Hate About Me para Style Network. También es intérprete y escritora del grupo de sketches exclusivamente femenino "Elite Delta Force 3", que ganó el premio del público en 2009 en el Festival de Improvisación de Comedia de Los Ángeles.
Otro trabajo notable incluye ser coanfitrión de The Voice of Reason en el canal de radio Foxxhole Sirius/XM de Jamie Foxx. Trabajó como corresponsal de entretenimiento habitual para E! Noticias con Ryan Seacrest y Giuliana Rancic.
En octubre de 2017, Thede comenzó a presentar su propio programa de medianoche, The Rundown with Robin Thede en BET. Es una de las pocas mujeres afroamericanas que presenta su propio programa de medianoche.
En junio de 2019, Thede fue nombrado uno de los 10 cómicos a seguir de Variety de 2019. Más recientemente, Thede creó, escribe y actúa en A Black Lady Sketch Show, que se estrenó en HBO el 2 de agosto de 2019. En abril de 2021 se estrenó la segunda temporada de A Black Lady Sketch Show.
En 2020, firmó un acuerdo de desarrollo con Warner Bros. Television.

## Filmografía

### Escritora
| Año           | Título                              | Créditos                                 | Notes                    |
| ------------- | ----------------------------------- | ---------------------------------------- | ------------------------ |
| 2015–2016     | The Nightly Show with Larry Wilmore | Escritora principal                      | 162 episodios            |
| 2017–2018     | The Rundown with Robin Thede        | Creador, productora ejecutiva, escritora | Anfitriona, 17 episodios |
| 2019–presente | A Black Lady Sketch Show            | Varios papeles de actuación              |                          |

### Como actriz
| Año       | Título                              | Papel                    | Notas             |
| --------- | ----------------------------------- | ------------------------ | ----------------- |
| 2004      | Plant One on Me                     | Roses Moses              |                   |
| 2004      | All of Us                           | Robin                    | 2 episodios       |
| 2005      | Office Court                        | Kenitra                  | Cortometraje      |
| 2005      | County General                      | Simone                   |                   |
| 2006      | Guy Walks Into a Bar                | Varios                   |                   |
| 2006      | Kwameworld                          | Lisa                     |                   |
| 2007      | S.O.B.: Socially Offensive Behavior | Varios                   | 3 episodios       |
| 2007      | Frank TV                            | Reportera de noticias    |                   |
| 2008      | Chocolate News                      | Victoria Billows         | 1 episodio        |
| 2008      | Kath & Kim                          | Karen                    | 1 episodio        |
| 2008      | Worst Week                          | Presentadora de noticias | 1 episodio        |
| 2009–2010 | Buppies                             | Priscilla                | 10 episodios      |
| 2010      | All Access                          | Vanessa                  | Cortometraje      |
| 2010      | For (Stuffed) Colored Girls         |                          | Cortometraje      |
| 2010      | Every Little Step                   |                          |                   |
| 2010      | Hot in Cleveland                    | Janet                    | 1 episodio        |
| 2011      | In the Flow with Affion Crockett    | Varios                   | 6 episodios       |
| 2011      | Sometimes Pretty Girls              | Marilyn                  | Cortometraje      |
| 2011      | Clunkers                            | Cheryl                   | 8 episodios       |
| 2012      | Key & Peele                         | Novia                    | 1 episodio        |
| 2012      | Second Generation Wayans            | Gail                     | 3 episodios       |
| 2012      | Finding My Obama                    | Robin                    |                   |
| 2013      | The Goodwin Games                   | Marta                    | 1 Episodio        |
| 2013      | Second Generation Wayans            | Gail                     | 3 episodios       |
|           | A Haunted House                     | Madre de Kisha           |                   |
| 2017      | Urban Press                         | Tina                     | Cortometraje      |
| 2017      | Difficult People                    | Melissa                  | 1 episodio        |
| 2020      | Bad Hair                            | Denise                   | 1 episodio        |
| 2020      | Central Park                        | Anita                    | 1 episodio - voz  |
| 2020      | Insecure                            | Nicki                    | 1 episodio        |
| 2021      | The Great North                     | Diondra Tundra           | 2 episodios - voz |
| 2023      | Candy Cane Lane                     | Cordelia                 | Voz               |

### Otras apariciones
| Año  | Título                       | Papel                 | Notas             |
| ---- | ---------------------------- | --------------------- | ----------------- |
| 2020 | Haute Dog                    | Ella misma, jueza     | 7 episodes        |
| 2023 | The Daily Show               | Ella misma (invitada) | Episodio: April 4 |
| 2023 | RuPaul's Drag Race All Stars | Ella misma, jueza     | 1 episodio        |